# Alpin (Bischof)
Alpin († 1300 oder 1301) war ein schottischer Geistlicher. Ab 1296 war er Bischof von Dunblane.

## Leben
Alpin diente als Kleriker in der Verwaltung des Bistums St Andrews. Als Vertreter von John Balliol nahm er 1292 am sogenannten Great Cause teil, der Versammlung, die über die Ansprüche der Anwärter auf den schottischen Thron entscheiden sollte. Nachdem Balliol im November 1292 zum schottischen König erklärt worden war, diente Alpin als sein Schatzmeister. Er gehörte als Kanoniker dem Kapitel der Kathedrale von Dunblane an, das ihn 1296 einstimmig zum neuen Bischof des Bistums Dunblane wählte. Da die Kirche von Schottland direkt den Päpsten unterstellt war, reiste Alpin nach seiner Wahl zur Kurie nach Rom, um seine Wahl bestätigen zu lassen. Papst Bonifatius VIII. beauftragte zwei Kardinäle und einen Bischof, die Wahl von Alpin anhand der vorgelegten Urkunden zu prüfen, ehe die Wahl bestätigt wurde. Am 16. Oktober 1296 wurde Alpin von Kardinal Matteo d’Acquasparta zum Bischof geweiht. Für die Bestätigung seiner Wahl musste Alpin am 6. November 1296 versprechen, 160 Mark in Goldflorin an die päpstliche Kasse zu zahlen. Diese Schuld beglich er, doch sonst ist über seine Tätigkeit als Bischof in den turbulenten Jahren zu Beginn des Ersten Schottischen Unabhängigkeitskriegs nichts bekannt. Er starb Ende 1300 oder Anfang 1301.